# Stegenagapanthia
Stegenagapanthia is een kevergeslacht uit de familie van de boktorren (Cerambycidae). De wetenschappelijke naam van het geslacht werd voor het eerst geldig gepubliceerd in 1924 door Pic.

## Soorten
Stegenagapanthia omvat de volgende soorten:
- Stegenagapanthia albovittata Pic, 1924
- Stegenagapanthia nivalis Holzschuh, 2007